# Експериментальний рок
Експеримента́льний рок (англ. Experimental rock), або аванга́рдний рок (англ. Avant-garde rock) — музичний стиль, заснований на рок-музиці з експериментами над звучанням базових елементів жанру і технікою виконання. Зазвичай композиції експериментального року є повною протилежністю стандартної музичної структури «куплет-приспів-куплет». Так як в цілому головною ідеєю є стильова свобода і новаторство, то в цьому напрямку музики не існує усталених правил, але серед характерних ознак стилю виділяють імпровізації, вплив авангардної музики, присутність нестандартних для року інструментів, складні тексти пісень (або взагалі їх відсутність), дивні незвичайні композиційні структури та ритми, а також фундаментальне відкидання комерційних прагнень.
Цей стиль сформувався в 1960-х роках на хвилі експериментів The Velvet Underground, Frank Zappa, Captain Beefheart і Pink Floyd раннього періоду, а в 1970-х його розвивали такі гурти, як Can, Faust, та Residents. У 1980-х і 1990-х експериментальний рок перетинався з пост-панком, нойз-роком і індастріалом, що призвело до появи таких гуртів, як Swans, Sonic Youth і Mr. Bungle.

## Представники
- Сід Барретт (1964—1974)
- Pink Floyd (1965—1995, 2013—2015)
- Velvet Underground (1965—1970)
- Soft Machine (1966—1968, 1969—1984, 2015—)
- Red Krayola (1966—)
- Ніко (1967—1988)
- Нік Дрейк (1967—1988)
- Can (1968—1979)
- Residents (1969—)
- Браян Іно (1970—)
- Faust (1971—1975, 1990—)
- Neu! (1971—1975, 1985—1986)
- Suicide (1971—2016)
- Half Japanese (1975—)
- Public Image Ltd (1978—1992, 2008—)
- Talk Talk (1981—1991)
- Sonic Youth (1981—2011)
- My Bloody Valentine (1983—1997, 2007—)

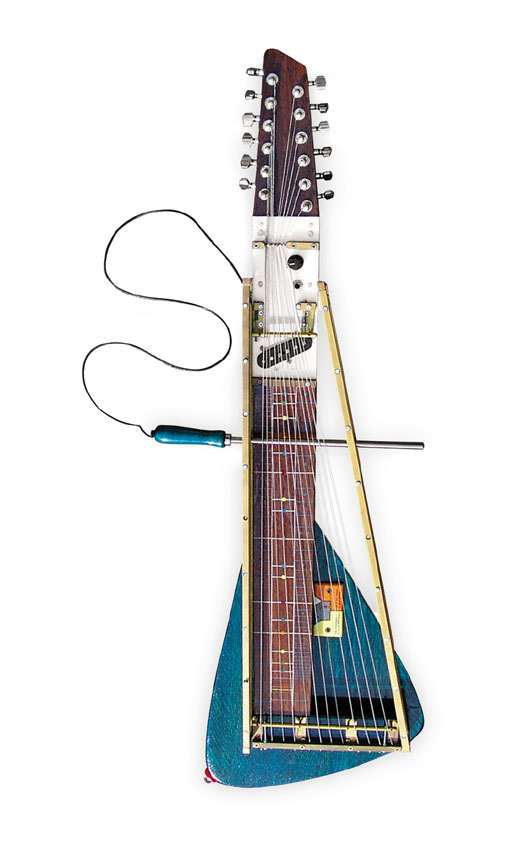
Моодсвінґер, Liars, Юрій Ландман, 2006

- Bark Psychosis (1986—1994, 2004—)
- Fugazi (1986—2003)
- Химера (1990—1997)
- Ivanov Down (1990—)